# Arquidiocese de Białystok
A Arquidiocese de Białystok (Archidiœcesis Bialostocensis) é uma circunscrição eclesiástica da Igreja Católica situada em Białystok, Polônia. Seu atual arcebispo é Józef Guzdek. Sua Sé é a Catedral de Białystok.
Possui 116 paróquias servidas por 390 padres, abrangendo uma população de 437 790 habitantes, com 80,5% da dessa população jurisdicionada batizada (352 330 católicos).

## História
No final da Segunda Guerra Mundial, a Arquidiocese de Vilnius viu-se dividida pela nova fronteira estatal entre a Polônia e a República Socialista Soviética da Lituânia. O Arcebispo Romuald Jałbrzykowski mudou a sé da arquidiocese, o capítulo da catedral e o seminário arquiepiscopal para Białystok e de lá continuou a governar sua arquidiocese, embora com poderes limitados na Lituânia.
Após sua morte em 1955, a arquidiocese era governada por vigários capitulares e administradores apostólicos, residentes em Białystok. Já neste período a sede era chamada de "Arquidiocese de Białystok", porque o uso do nome Vilnius era proibido.
A Diocese de Białystok foi criada pelo Papa João Paulo II em 5 de junho de 1991, com os territórios poloneses da Arquidiocese de Vilnius, de quem era sufragânea.
Em 25 de março de 1992 com a bula Totus tuus Poloniae populus do Papa João Paulo II foi elevada à categoria de arquidiocese metropolitana.

## Prelados
| #                        | Nome                  | Período    | Notas                       |
| Arcebispos               | Arcebispos            | Arcebispos | Arcebispos                  |
| ------------------------ | --------------------- | ---------- | --------------------------- |
| 6º                       | Józef Guzdek          | 2021-      | Atual                       |
| 5º                       | Tadeusz Wojda, S.A.C. | 2017-2021  | Nomeado Arcebispo de Gdańsk |
| 4º                       | Edward Ozorowski †    | 2006-2017  |                             |
| 3º                       | Wojciech Ziemba †     | 2000-2006  | Nomeado Arcebispo de Vármia |
| 2º                       | Stanisław Szymecki †  | 1993-2000  |                             |
| 1º                       | Edward Kisiel †       | 1992-1993  |                             |
| Bispos                   |                       |            |                             |
| 1º                       | Edward Kisiel †       | 1991-1992  |                             |
| Bispos auxiliares        |                       |            |                             |
|                          | Henryk Ciereszko      | 2012-      | Atual                       |
|                          | Edward Ozorowski      | 1991-2006  | Elevado a Arcebispo         |
| Administrador apostólico |                       |            |                             |
|                          | Henryk Ciereszko      | 2021       | Bispo auxiliar do mesmo     |